# بطولة الأمم الست للسيدات 2007
بطولة الأمم الست للسيدات 2007 (بالفرنسية: Tournoi des Six Nations féminin 2007)‏ هو الموسم 12 من  بطولة الأمم الست للسيدات. أقيم خلال الفترة 3 فبراير 2007 وحتى 18 مارس 2007، وفاز فيه منتخب إنجلترا الوطني لاتحاد الرغبي للسيدات.